# 安蘭けい
安蘭 けい（あらん けい、朝: 아란 게이, 本名・安田瞳子、1970年10月9日 - ）は、日本の女優。元宝塚歌劇団星組トップスター。
血液型AB型、公称身長167cm。愛称は「とうこ」。ホリプロ所属、所属レコード会社はポニーキャニオン。滋賀県甲賀郡（現・湖南市）出身。

## 略歴
本籍地および祖父の出身地は韓国慶尚南道である。
1989年、3度の受験失敗を経て、4度目の受験で宝塚音楽学校に合格し、入学。卒業時の成績は首席。
1991年、第77期生として宝塚歌劇団に入団。芸名は「アリラン伝説」の主人公にちなんでつけた。月組『ベルサイユのばら』で初舞台を踏む。同期生には春野寿美礼、朝海ひかる、花總まり、成瀬こうきなど。
1992年、雪組に配属される。1995年、新人公演『JFK』で初主演。ジョン・F・ケネディ役を演じる。
『エリザベート』のルドルフの子供時代や『ICARUS』のイカロスなど、少年役を相次いで演じた。1999年頃からは組替えで雪組に配属された同期の朝海、成瀬とともにトリオで使われることが多かった。後に「雪組三兄弟」（当時流行していただんご三兄弟に由来）とも呼ばれる。
2000年、星組に組替え。2003年には日生劇場『雨に唄えば』でドン役を演じる。さらに『王家に捧ぐ歌』では事実上のヒロイン・アイーダ役を演じる。『ミュージカル』誌では作品がベスト・ミュージカルに選ばれ、安蘭自身も女優部門2位、さらに松尾芸能新人賞も受賞した（現役のタカラジェンヌでは初の受賞）。2004年には『ファントム』日本初演でシャンドン伯爵を演じる。翌2005年、主演公演『龍星』では複雑な生い立ちをもつ孤独な主人公を演じて好評を博し、日本青年館における宝塚公演の史上最高観客動員数を記録した。
2006年には『ベルサイユのばら』が再演され、大劇場と東京でそれぞれオスカルとアンドレを演じた。なお、この再演により本公演でオスカル・アンドレ・フェルゼンと男役が演じる三役全てを演じたことになり、これは宝塚史上初である。
2006年、湖月わたるの退団を受け、入団16年目にして星組トップスターに就任する。日本国籍でないことを公表したタカラジェンヌがトップスターに就任した例は鳳蘭（中国籍、後に日本に帰化）に次ぐ2人目。首席入団で男役トップになったのは、汀夏子以来のことだった。トップ就任した大劇場初日の挨拶で、「夢は見るだけでなく叶えるもの。でも、もし叶えられなくても、叶えるために努力する道のりが夢」という名言を残す。相手役には専科より遠野あすかを迎えた。お披露目公演は、ドラマシティ・日本青年館公演「ヘイズ・コード」。大劇場お披露目公演は『さくら／シークレットハンター』。
2007年、青池保子の漫画を原作とした『エル・アルコン-鷹-』では、ダーティー・ヒーローを演じた。2008年には熱望していた『赤と黒』を上演。同年6月、日本初演となるブロードウェイミュージカル『スカーレット・ピンパーネル』を上演。同作の作曲家フランク・ワイルドホーンより、「ビューティフルでソウルフル。ブロードウェーの一流の歌手と苦労して作った曲を情熱的に見事に歌ってくれた」と絶賛される。同作品は新東京宝塚劇場開場以来史上最高の動員記録を樹立し、第34回菊田一夫演劇賞演劇大賞を受賞。『ミュージカル』誌でもベスト・ミュージカルに選ばれ、安蘭自身も女優部門1位を獲得した。
『スカーレット・ピンパーネル』の上演を機に、退団を決意、2009年4月26日、『My Dear New Orleans〜愛する我が街〜／ア　ビヤント』の東京公演千秋楽を最後に退団。相手役の遠野と同時退団だった。
2009年8月、ミュージカル『The Musical AIDA -宝塚歌劇団「王家に捧ぐ歌」より-』アイーダ役で女優としてデビュー。以降、ミュージカルやストレートプレイなど、舞台中心に活躍を続けている。
2010年6月、ポニーキャニオンより舞台生活20周年記念アルバム『arche』を発売。同年10月2日に東京・六本木ヒルズアリーナで開かれた「日韓交流おまつり2010」のオープニングに登場し、ルーツが朝鮮半島であることを明かす。後のインタビューで『焼肉ドラゴン』のような日韓合作ミュージカルや演劇への出演希望を語った。
2014年10月4日、出身地である湖南市より、市の発展と知名度向上に貢献したとして、市制10周年式典時に表彰を受けた。
芸能生活30周年を記念して、2021年4月にコンサート『AVANCE』を開催。同年10月、ミュージカル曲を中心に収録したアルバム『AVANCE』を発売した。

## 宝塚歌劇団時代の主な舞台出演
劇場名を付していない公演は宝塚大劇場・東京宝塚劇場での通常公演。

### 雪組時代
- 1992年3月 - 7月、『この恋は雲の涯まで』
- 1992年10月 - 1993年3月、『忠臣蔵〜花に散り雪に散り〜』 - 新人公演：堀部安兵衛（本役：轟悠）
- 1993年1月 - 2月、バウホール公演『セ・ラムール』 - 少年ルグラン
- 1993年5月 - 8月、『天国と地獄―オッフェンバック物語―／TAKE OFF』 - クリント 新人公演：ルイ・ナポレオン（本役：和央ようか）
- 1993年11月 - 1994年3月、『ブルボンの封印／コート・ダジュール』 - 新人公演：コルベール（本役：轟悠）
- 1994年5月 - 8月、『風と共に去りぬ』 - 新人公演：フランク・ケネディ（本役：楓沙樹）
- 1994年11月 - 3月、『雪之丞変化／サジタリウス』 - むく犬の吉 新人公演：闇太郎（本役：轟悠）
- 1995年5月 - 8月、『JFK／バロック千一夜』 - 新人公演：ジョン・F・ケネディ（本役：一路真輝）＊新人公演初主演
- 1995年1月、バウホール公演『グッバイ・メリーゴーランド』 - ミッシェル
- 1995年9月 - 10月、バウホール公演『大上海』 - 黄徴信
- 1995年11月 - 12月、『あかねさす紫の花／マ・ベル・エトワール』 - 美鳥 新人公演：大海人皇子（本役：一路真輝）＊新公主演
- 1996年2月 - 6月、『エリザベートー愛と死の輪舞ー』 - ルドルフ（少年時代） 新人公演：トート（本役：一路真輝）＊新公主演
- 1996年8月 - 12月、『虹のナターシャ／La Jeunesse!』 - 洪孫科 新人公演：三条薫（本役：高嶺ふぶき）＊新公主演
- 1996年10月 - 11月、バウホール・日本青年館公演『アナジ』 - 楊子竜
- 1997年3月 - 7月、『仮面のロマネスク／ゴールデン・デイズ』 - アゾラン
- 1997年5月 - 6月、バウホール公演『嵐が丘』 - エドガー
- 1997年9月 - 11月、宝塚大劇場公演『真夜中のゴースト／レ・シェルバン』 - ウィリアム
- 1997年12月 - 1998年4月、『春櫻賦／LET'S JAZZ -踊る五線譜-』 - 中城安辰
- 1998年2月 - 3月、バウホール公演『ICARUSー追憶の薔薇を求めてー』 - イカロス ＊バウ初主演
- 1998年8月 - 12月、『浅茅が宿／ラヴィール』 - 数馬
- 1998年10月 - 11月、バウホール・日本青年館公演『凍てついた明日』 - ジェレミー
- 1999年2月、中日劇場公演『浅茅が宿／ラヴィール』 - 時貞
- 1999年4月 - 8月、『再会／ノバ・ボサ・ノバ』 - 再会：ピエール、ノバ・ボサ・ノバ：マール/ブリーザ（成瀬・朝海と役替わり）
- 1999年6月、バウホール公演『The Wonder Three』
- 1999年9月 - 10月、日本青年館・愛知厚生年金会館公演『ICARUSー薔薇の追憶の果てにー』 - イカロス ＊主演
- 1999年11月 - 2000年3月、『バッカスと呼ばれた男／華麗なる千拍子'99』 - マンドラン
- 2000年6月 - 8月、宝塚大劇場公演『デパートメント・ストア／凱旋門』 - ハイメ

### 星組時代
- 2000年10月 - 11月、バウホール・日本青年館公演『花吹雪 恋吹雪』 - 石川五右衛門[31] ＊主演
- 2001年1月 - 2月、宝塚大劇場公演『花の業平～忍ぶの乱れ～／夢は世界を翔けめぐる -THE WORLD HERITAGE 2001-』 - 藤原常行
- 2001年3月 - 10月、『ベルサイユのばら2001ーオスカルとアンドレ編ー』 - フェルゼン
- 2001年6月 - 7月、全国ツアー『風と共に去りぬ』 - アシュレ・ウィルクス
- 2001年11月 - 12月、東京宝塚劇場公演『花の業平～忍ぶの乱れ～／サザンクロス・レビューII』 - 藤原常行
- 2002年2月、中日劇場公演『花の業平～忍ぶの乱れ～／サザンクロス・レビューII』 - 同
- 2002年4月 - 8月、『プラハの春／LUCKY STAR!』 - ヤン・パラフ[32]
- 2002年9月 - 10月、中国公演『蝶・恋／サザンクロス・レビュー・イン・チャイナ』 - 村人S
- 2002年11月 - 2003年3月、『ガラスの風景／バビロン－浮遊する摩天楼－』 - フランコ・ミラー
- 2003年5月、日生劇場公演『雨に唄えば』 - ドン・ロックウッド[11] ＊主演
- 2003年7月 - 11月、『王家に捧ぐ歌－オペラ「アイーダ」より－』 - アイーダ[12]　＊ヒロイン　＊本公演エトワール
- 2003年12月、バウホール・日本青年館公演『厳流』 - 佐々木小次郎[33]　＊主演
- 2004年1月 - 2月、東京宝塚劇場公演『白昼の稲妻／テンプテーション! - 誘惑 -』 - ランブルーズ

宝塚歌劇90周年記念の一環として、東京公演のみ宙組に特別出演。
- 2004年5月 - 8月、『ファントム』 - フィリップ・ドゥ・シャンドン伯爵[15]

同上
- 2004年10月 - 12月、『花舞う長安－玄宗と楊貴妃－／ロマンチカ宝塚'04－ドルチェ・ヴィータ！－』 - 安禄山
- 2005年2月、中日劇場公演『王家に捧ぐ歌－オペラ「アイーダ」より－』 - アイーダ
- 2005年5月 - 8月、『長崎しぐれ坂／ソウル・オブ・シバ！！－夢のシューズを履いた舞神－』 - らしゃ
- 2005年10月、シアタードラマシティ・日本青年館公演『龍星‐闇を裂き天(あま)翔けよ。朕(ちん)は、皇帝なり‐』 - 龍星　＊主演
- 2005年11月、韓国公演『ベルサイユのばら／ソウル・オブ・シバ！！－夢のシューズを履いた舞神－』（ショーのみ出演）
- 2006年1月 - 2月、宝塚大劇場公演『ベルサイユのばら－フェルゼンとマリー・アントワネット編－』 - アンドレ
- 2006年2月 - 4月、東京宝塚劇場公演『ベルサイユのばら－フェルゼンとマリー・アントワネット編－』 - オスカル
- 2006年5月、東京宝塚劇場『ベルサイユのばら－オスカル編－』 - アンドレ（雪組公演への特別出演）
- 2006年6月、梅田芸術劇場公演『コパカバーナ』 - リコ・カステッリ
- 2006年8月 - 11月、『愛するには短すぎる／ネオ・ダンディズム！- 男の美学 -』 - アンソニー・ランドルフ

### 星組トップ時代
- 2006年12月 - 2007年1月、シアタードラマシティ・日本青年館公演『ヘイズ・コード』 - レイモンド・ウッドロウ　＊トップコンビ披露公演
- 2007年3月 - 7月、『さくら－妖しいまでに美しいおまえ－／シークレット・ハンター－この世で、俺に盗めぬものはない－』 - ダゴベール[34]　＊大劇場お披露目公演
- 2007年8月、博多座公演『シークレット・ハンター／ネオ・ダンディズム！II－男の美学－』 - ダゴベール
- 2007年11月 - 2008年2月、『エル・アルコン―鷹―」／レビュー・オルキス―蘭の星―』 - ティリアン・パーシモン[35]
- 2008年3月 - 4月、シアタードラマシティ・日本青年館・愛知厚生年金会館公演『赤と黒』 - ジュリアン・ソレル
- 2008年6月 - 10月、『スカーレット・ピンパーネル』 - パーシー・ブレイクニー[36]
- 2008年11月 - 12月、全国ツアー『外伝ベルサイユのばら －ベルナール編－／ネオ・ダンディズム！III－男の美学－』 - ベルナール[37]
- 2009年2月 - 4月、『My Dear New Orleans－愛する我が街－／ア ビヤント』 - ジョイ・ビー[38]　＊退団公演

### ディナーショー
- 2000年『ラフタイム』（宝塚ホテル、ホテルグランドパレス）
- 2003年『麗瞳翔―Late Show―』（宝塚ホテル、第一ホテル東京、ウエスティンナゴヤキャッスル）
- 2004年『Sense』（宝塚ホテル、第一ホテル東京、大津プリンスホテル）

## 宝塚歌劇団退団後の主な出演

### 舞台
＊ 役名の太字は主演もしくはヒロイン役。
- 2009年8月 - 10月　The Musical 『AIDA -宝塚歌劇団「王家に捧ぐ歌」より-』（東京国際フォーラム、梅田芸術劇場）- アイーダ[14]
- 2010年10月 - 11月 ブロードウェイ・ミュージカル『ワンダフルタウン』 （青山劇場、中日劇場、梅田芸術劇場）- ルース[39]
- 2011年1月 - 2月  ミュージカル『エディット・ピアフ』（天王洲 銀河劇場、梅田芸術劇場）- エディット・ピアフ[40]
- 2011年5月 - 6月  musical『MITSUKO 〜愛は国境を越えて〜』（梅田芸術劇場、中日劇場、青山劇場） - クーデンホーフ光子[41]
- 2011年10月 - 11月　彩の国シェイクスピア・シリーズ第24弾『アントニーとクレオパトラ』（彩の国さいたま芸術劇場、キャナルシティ劇場、シアター・ドラマシティ、韓国LGアートセンター） - クレオパトラ[42]
- 2012年6月 - 7月 ミュージカル『サンセット大通り』（赤坂ACTシアター） - ノーマ・デズモンド[43]
- 2012年11月 - 12月  ミュージカル『アリス・イン・ワンダーランド』（青山劇場、梅田芸術劇場） - アリス・コーンウィンクル[44]
- 2013年2月 - 3月 『遠い夏のゴッホ』（赤坂ACTシアター、新歌舞伎座） - エレオノーラ[45]
- 2013年9月 『ネクスト・トゥ・ノーマル』（日比谷シアタークリエ、兵庫県立芸術文化センター） - ダイアナ[46]　※シルビア・グラブとダブルキャスト。
- 2013年10月 - 11月 『DREAM, A DREAM』（東急シアターオーブ、梅田芸術劇場）
- 2014年3月 イプセン『幽霊』（Bunkamuraシアターコクーン） - ヘレーネ・アルヴィング[47]
- 2014年6月 - 7月 『レディ・デイ』（DDD青山クロスシアター、宝塚バウホール） - ビリー・ホリディ[48]
- 2014年11月 - 12月  ミュージカル『アリス・イン・ワンダーランド』再演（青山劇場、梅田芸術劇場、中日劇場） - アリス・コーンウィンクル[49]
- 2015年7月 ミュージカル『サンセット大通り』再演（赤坂ACTシアター） - ノーマ・デズモンド[50]　※濱田めぐみとダブルキャスト。
- 2015年9月 - 10月 ミュージカル『Chess the musical』（東京芸術劇場プレイハウス、梅田芸術劇場シアター・ドラマシティ） - フローレンス・ヴァッシー[51]
- 2015年12月 - 2016年2月 『漂流劇 ひょっこりひょうたん島』（Bunkamura シアターコクーン ほか） - サンデー先生[52]
- 2016年5月 『TAKE FIVE2』（赤坂ACTシアター） - 海堂レン[53]
- 2016年10月 - 11月 『スカーレット・ピンパーネル』（赤坂ACTシアター、梅田芸術劇場、東京国際フォーラム） - マルグリット・サン・ジュスト[54]
- 2017年3月 戯曲『白蟻の巣』（新国立劇場 小劇場） - 妙子[55]
- 2017年5月 ミュージカル『リトル・ヴォイス』（天王洲 銀河劇場） - マリー・ホフ[56]
- 2017年11月 - 12月 『スカーレット・ピンパーネル』再演（梅田芸術劇場、赤坂ACTシアター） - マルグリット・サン・ジュスト[57]
- 2018年4月 - 5月 ミュージカル『リトル・ナイト・ミュージック』（日生劇場 ほか） - シャーロット[58]
- 2018年7月 - 8月 『レインマン』（新国立劇場 中劇場・他） - スーザン[59]
- 2018年11月 - 12月 『民衆の敵』（シアターコクーン） - カトリーネ[60]
- 2019年1月 - 2月 『マン イスト マン』（KAAT神奈川芸術劇場 ほか）[61]
- 2019年4月 ミュージカル『ハル』（赤坂ACTシアター、梅田芸術劇場） - 石坂千鶴[62]
- 2019年7月 『空中キャバレー』（松本市民芸術館） ゲスト出演[63]
- 2019年10月 『Hamletーハムレットー』（東京グローブ座、森ノ宮ピロティホール） - ガートルード[64]
- 2019年11月 inseparable『変半身（かわりみ）』（東京芸術劇場シアターイースト ほか） - 丸和玲香[65]
- 2020年3月 ミュージカル『サンセット大通り』再演（東京国際フォーラム） - ノーマ・デズモンド[66]　※濱田めぐみとダブルキャスト。
- 2020年9月 - 11月 ミュージカル『ビリー・エリオット〜リトル・ダンサー〜』（赤坂ACTシアター、梅田芸術劇場） - サンドラ・ウィルキンソン[67]　※柚希礼音とダブルキャスト。
- 2021年2月 - 3月 『Oslo オスロ』（新国立劇場中劇場 ほか） - モナ・ユール[68]
- 2021年8月 - 9月 ミュージカル『ジェイミー』（東京建物Brillia HALL、新歌舞伎座 ほか） - マーガレット・ニュー[69]
- 2021年11月 - 12月　『蜘蛛女のキス』（東京芸術劇場プレイハウス、梅田芸術劇場シアター・ドラマシティ） - 蜘蛛女／オーロラ[70]
- 2022年3月 - 4月　ミュージカル『ネクスト・トゥ・ノーマル』再演（シアタークリエ ほか） - ダイアナ[71]　※望海風斗とダブルキャスト。
- 2022年9月 - 10月　『血の婚礼』（シアターコクーン、シアタードラマシティ） - 花婿の母親 [72] [73]
- 2023年1月 ミュージカル『キングアーサー』（新国立劇場 ほか） - モルガン[74]
- 2023年4月 『エドモン〜『シラノ・ド・ベルジュラック』を書いた男〜』（新国立劇場中劇場、東大阪市文化創造館 Dream House 大ホール） ‐ マリア・ルゴー[75]
- 2023年9月 - 10月 ミュージカル『ラグタイム』（日生劇場、梅田芸術劇場、愛知県芸術劇場）- マザー[76]
- 2024年3月 ミュージカル『カム フロム アウェイ』（日生劇場、SkyシアターMBS ほか）- ダイアン＆その他[77]
- 2024年7月 - 11月 ミュージカル『ビリー・エリオット〜リトル・ダンサー〜』再演（東京建物Brillia HALL、SkyシアターMBS） - サンドラ・ウィルキンソン[78]　※濱田めぐみとダブルキャスト。
- 2025年1月 - 2月 ミュージカル『ミセン』（新歌舞伎座、愛知県芸術劇場、めぐろパーシモンホール） - グレの母親／ソン・ジヨン（一人二役）[79][80]
- 2025年4月 - 5月『エドモン〜シラノ・ド・ベルジュラックを書いた男〜』再演（PARCO劇場・東大阪市文化創造館・福岡市民ホール・豊田市民文化会館）‐ マリア・ルゴー[81]（予定）
- 2025年7月 - 8月 ミュージカル『ジェイミー』再演（東京建物Brillia HALL、新歌舞伎座、愛知県芸術劇場） - マーガレット・ニュー[82]（予定）

### コンサート
- 2009年12月 「安蘭けいファーストコンサート UNO」（東京国際フォーラム、梅田芸術劇場）[83]
- 2010年3月 「Frank & Friends/MITSUKO」（オーチャードホール、梅田芸術劇場）[84]
- 2010年6月 「安蘭けい 箱舟 2010」（天王洲 銀河劇場、兵庫県立芸術文化センター）[85]
- 2010年8月　安蘭けいmeets薬師寺三尊像「弦宴（いとのうたげ）」〜薬師寺コンサート〜（奈良 薬師寺大講堂特設舞台）
- 2010年11月 「没後30th 越路吹雪トリビュートコンサート」（中野サンプラザホール）[86]
- 2011年7月 「シャンソンの祭典　第49回　パリ祭」ゲスト出演（NHKホール）
- 2011年7月 「ニッポン放送 歌姫コンサート～歌で笑顔を、歌で勇気を～」（中野サンプラザホール）
- 2012年1月 「ミュージカル ミーツ シンフォニー」（オーチャードホール）
- 2012年1月 - 2月 「CHESS in Concert」（青山劇場、梅田芸術劇場）[87]
- 2012年12月「CHESS in Concert 2nd Version」（東京国際フォーラム、梅田芸術劇場）[88]
- 2013年3月 「安蘭けいと京フィル プレミアムコンサート」（京都コンサートホール・大ホール）
- 2013年3月 「I Love Musical〜ミュージカルへようこそ〜」（東京グローブ座）
- 2013年5月 「Musical Songs Concert SUPER DUETS」（東急シアターオーブ、名鉄ホール、NHK大阪ホール）
- 2013年6月 「ワイルドホーン・メロディーズ〜フランク・ワイルドホーン コンサート〜」（オーチャードホール）
- 2013年12月 「華麗なるミュージカルXmasコンサート」（新国立劇場中劇場）
- 2014年5月 「ミュージカル・ミーツ・シンフォニー2014」（東京国際フォーラム）
- 2014年8月 「越路吹雪生誕90周年記念コンサート～想い出のヤマハホール～」（ヤマハホール）
- 2014年9月 「岩谷時子メモリアルコンサート～愛の讃歌～」（NHKホール）
- 2015年1月 「Au Revoir TOKYO KAIKAN～また逢う日まで～」（東京會館）
- 2015年1月 「みずほフィナンシャルグループ 第26回 成人の日コンサート」（サントリーホール）
- 2015年2月 - 3月　Umeda Arts Theater 10th Anniversary「Golden Songs」（東京国際フォーラム、梅田芸術劇場）
- 2015年5月 「ミュージカル・ミーツ・シンフォニー2015」（東京芸術劇場）
- 2015年11月 「安蘭けい×京フィル スペシャルコンサート in 春秋座」（京都芸術劇場春秋座）[89]
- 2016年4月　日本フィル＆サントリーホール とっておきアフタヌーンvol.4「ミュージカル×オーケストラ」（サントリーホール）[23]
- 2016年7月 「安蘭けい ドラマティックコンサート 愛の賛歌」（Bunkamuraオーチャードホール）[90]
- 2016年12月 「エリザベート TAKARAZUKA20周年 スペシャル・ガラ・コンサート」（梅田芸術劇場、オーチャードホール）[91]
- 2017年12月 「安蘭けい ドラマティック・コンサート Golden Age」（新国立劇場中劇場）[92]
- 2018年1月　シアタークリエ10周年記念コンサート「TENTH」（シアタークリエ）[93]
- 2018年2月「宝塚プルミエール LIVE 2018」（JPタワー学術文化総合ミュージアム インターメディアテク）[94]
- 2019年5月　安蘭けいチャリティーコンサート「A PIECE OF COURAGE」（サントリーホール ブルーローズ、韓国・ソウル KT＆Gサンサンマダン テチアートホール）[95]
- 2019年11月 「越路吹雪40回忌公演 Apres Toi～アプレ・トワ」（中野サンプラザホール）[96]
- 2020年12月 「ホリプロミュージカル・コンサート」（新国立劇場中劇場）[97]
- 2021年4月　芸能生活30周年記念コンサート「AVANCE」（Billboard Live TOKYO）
- 2021年4月 - 5月 「エリザベート TAKARAZUKA25周年 スペシャル・ガラ・コンサート」（梅田芸術劇場、東急シアターオーブ）[98]
- 2021年5月 「GREATEST HITS from Musical Movies」（東急シアターオーブ）[99]
- 2022年1月 「みずほフィナンシャルグループ 第33回 成人の日コンサート」（サントリーホール）[100]
- 2023年10月 - 11月　宝塚歌劇雪組 pre 100th Anniversary「Greatest Dream」（東京建物Brillia HALL、梅田芸術劇場）[101]
- 2024年10月「ニッポン・シャンソン・フェスティバル2024」（東京国際フォーラム）[102]
- 2025年3月 「Brand New Musical Concert 2025 OSAKA」（住友生命いずみホール）[103]
- 2025年6月　Thanks Musical Concert「A Happiness For You」（東京国際フォーラム）[104]（予定）

### ディナーショー
- 2012年12月　安蘭けい クリスマスディナーショー 2012（ホテル日航東京、ハイアットリージェンシー大阪、ウエスティンナゴヤキャッスル）
- 2014年12月　安蘭けい クリスマスディナーショー（ホテル阪急インターナショナル、パレスホテル東京）
- 2016年8月　安蘭けい TALK&DINNER（ウェスティンホテル大阪）
- 2019年10月-11月　安蘭けい宝塚退団10周年記念 ディナーショー「Again」（宝塚ホテル、東京會舘）
- 2023年6月　安蘭けい Dinner Show「時の経(ふ)るホテル」（宝塚ホテル）[105]

### 映画
- くるみ割り人形（2014年11月29日） - 大臣[106]　※声の出演
- でーれーガールズ（2015年2月21日） - 秋本武美（大人時代）[107]
- とってもゴースト（2020年2月15日） - 入江ユキ[108]　※古舘佑太郎とのダブル主演

### テレビドラマ
- 金曜プレステージ（フジテレビ系）
  - 「強行犯係・魚住久江〜ドルチェ2」（2013年11月15日） - 門倉圭子 役
  - 「所轄刑事9」（2014年8月29日） - 仙道有紀子 役
  - 「所轄刑事10」（2016年12月9日） - 仙道有紀子 役
- ペテロの葬列（2014年7月 - 9月、TBS） - 今多小夜子 役
- 時をかける少女（2016年7月 - 8月、日本テレビ） - 芳山香織 役
- KBOYS（2018年10月 - 、朝日放送テレビ） - 赤沼凛 役
- 危険なビーナス（2020年10月11日 - 12月13日、TBS） - 支倉祥子 役[109]

### テレビ番組
- 2009年5月5日「キミハ・ブレイク」（TBS系）
- 2009年9月21日「女優・安蘭けい誕生！The Musical『AIDA』のすべて」（ABCテレビ）
- 2010年4月 - 2011年3月 「宝塚プルミエール」（WOWOW）ナレーション
- 2010年10月9日「ブロードウェイ・ミュージカル『ワンダフルタウン』開幕直前スペシャル！」（テレビ朝日系）
- 2010年12月4日「エディト・ピアフ〜愛の生涯」（日本テレビ）
- 2011年4月18日 「夢のチカラ」（日本テレビ系）
- 2011年5月14日「鬼才と女優の80日間・ウィーン〜大阪感涙の旅〜ミュージカル『MITSUKO』の出来るまで〜」（ABCテレビ）
- 2011年6月5日「伝説の日本女性 青山光子の生涯 〜感動の ミュージカル「MITSUKO」〜」（テレビ朝日系）
- 2013年7月 - 8月「Japan's Next Beauty」（FOX TV）
- 2024年6月30日「ニッポン・シャンソン ～越路吹雪・銀巴里… 歌い継がれる愛の讃歌～」（BS朝日）[102]

ほか多数

### ウェブテレビ
- ボクらの時代The Deep（2021年4月3日、PIA LIVE STREAM）[110]

### ラジオ
- 2025年4月〜 「安蘭けいのradioでととのいましょう」（FM FUJI、毎週日曜日19時〜19時30分）[111]

### CM
- 2014年 ホンダ N-BOX 「みんなのN 出産篇」「みんなのN 夫婦篇」「みんなのN 自分篇」 - 唄「この愛よ永遠に（TAKARAZUKA FOREVER）」

### その他（イベント・ゲスト出演等）
- 2010年3月 「それぞれのコンサート 鹿賀丈史 市村正親」ゲスト出演（東京国際フォーラム）[112]
- 2010年4月 「読売日響グランドコンサート featuring スペシャルゲスト スーザン・ボイル」ゲスト出演（日本武道館）[113]
- 2010年5月15日 「安蘭けい「箱舟」ライヴイベント with 武田真治」（表参道ヒルズ）[114]
- 2010年9月1日 阪神甲子園球場、阪神 - 横浜戦　始球式[115]
- 2010年11月7日 「平城遷都1300年祭 平城京カーニバル 」フィナーレ出演[116]
- 2011年4月1日 「東北地方太平洋沖地震 現地へ届け、希望と勇気！！YELL！ from TOKYO」出演（日本橋高島屋）[117]
- 2011年5月30日 「小林公平没後1周年・チャリティスペシャル『愛の旋律～夢の記憶』」出演（宝塚大劇場）
- 2012年3月 「安蘭けい チャリティートーク＆ライブ」（東京會舘）
- 2013年 - 2018年　サンリオピューロランド ミュージカルショー『不思議の国のハローキティ』 - ハートの女王[118]　※声の出演
- 2016年3月 「cube三銃士 Mon STARS Concert ～Returns～」ゲスト出演（サンケイホールブリーゼ）
- 2017年9月 「一路真輝 35周年記念コンサート」ゲスト出演（シアタークリエ、サンケイホールブリーゼ）[119]
- 2019年5月 「Magnoliahall 10th Anniversary１～安蘭けい×遠野あすか～」（逸翁美術館マグノリアホール）[120]
- 2021年4月 - 5月 「上野の森バレエホリデイ2021」安蘭 けい×柄本 弾クロストーク[121]　※オンラインイベント
- 2022年1月　石丸幹二オーケストラコンサート「アンコール」ゲスト出演（東京文化会館）
- 2022年6月 「第72回全国植樹祭しが2022」 出演[122]　※ナビゲーター
- 2022年10月　一路真輝40周年記念コンサート「True to Myself」ゲスト出演（浜離宮朝日ホール）[123]
- 2022年11月　東京會舘創業100周年記念イベント「安蘭けい SPECIAL TALK ＆ LIVE」（東京會舘）[124]
- 2022年12月　Thanks Musical Concert「A Gift For You」ゲスト出演（日生劇場）[125]
- プリンスアイスワールド 2023-2024シリーズ 「A NEW PROGRESS 〜BROADWAY CLASSICS〜」横浜公演（2023年4月 - 5月）・東京公演（2024年1月） Musical Actors（音源協力）
- プリンスアイスワールド2024-2025シリーズ 「A NEW PROGRESS 〜BROADWAY ROCKS!〜」横浜公演（2024年4月- 5月）、東京公演（2025年2月）Musical Actors（音源協力）[126]
- 2024年10月 - 11月　「一路真輝＆安蘭けいTalk & Live 2024」（第一ホテル東京、宝塚ホテル）[127]
- 2025年5月　「石丸幹二 オーケストラコンサート2025」ゲスト出演[128]（愛知県芸術劇場 コンサートホール）（予定）
- 2025年10月　「真飛聖 30th Anniversary Live」ゲスト出演[129]（丸の内コットンクラブ）（予定）

## ディスコグラフィー

### CD
- すみれの花咲く頃／さよなら皆様（2007年6月、宝塚クリエイティブアーツ）
- 蝶〜Butterfly〜（2008年12月、宝塚クリエイティブアーツ）
- arche（2010年6月、ポニーキャニオン）
- AVANCE（2021年10月、Mizzo）

### DVD
- The Musical 「AIDA アイーダ」〜宝塚歌劇「王家に捧ぐ歌」より（2009年12月、宝塚クリエイティブアーツ）
- 安蘭けい 箱舟2010（2010年10月、ポニーキャニオン）
- 安蘭けい「ドキュメンタリー～もう一つの故郷　韓国　慶尚南道への旅～」（2012年4月、ホリプロ）

## 受賞歴
- 2004年 第25回松尾芸能賞・新人賞（『雨に唄えば』『王家に捧ぐ歌』）[130]
- 2008年 第34回菊田一夫演劇賞・演劇大賞（「『スカーレット・ピンパーネル』出演者・スタッフ一同」として）[24]
- 2010年 第1回岩谷時子賞・奨励賞（『AIDA』『UNO』、および舞台生活20周年を機に今後の活動に期待して）[131]
- 2012年 第38回菊田一夫演劇賞・演劇賞（『サンセット大通り』『アリス・イン・ワンダーランド』）[132]
- 2020年 第28回読売演劇大賞・優秀女優賞 （『ビリー・エリオット』）[133]

## 書籍
- 『Aran』（2011年10月、講談社）　ISBN：978-4-06-217345-2